# 住吉学園
一般財団法人住吉学園（すみよしがくえん）は、兵庫県神戸市東灘区の住吉地区において、旧住吉村の村有財産を継承し、住吉地区における文化振興、教育助成、福祉活動を行っている組織である。
名称に「学園」が含まれるが、2020年現在は学校運営事業は行っていない。

## 沿革
1918年（大正7年）、財団法人私立睦実践女学校として発足。武庫郡住吉村において、その名の通り女学校を開設していたが、経営危機に陥ったことから、1943年（昭和18年）に住吉村が学校経営の一切を引き継ぐこととなった。
1944年（昭和19年）、認可を受けて名称を「財団法人住吉学園」と変更。この際に村からは毎年の補助金とともに、経営安定のために山林約3ヘクタールを譲渡された。住吉女子商業学校が開校され、1948年（昭和23年）3月末に廃校するまでは学校運営が主な事業であった。

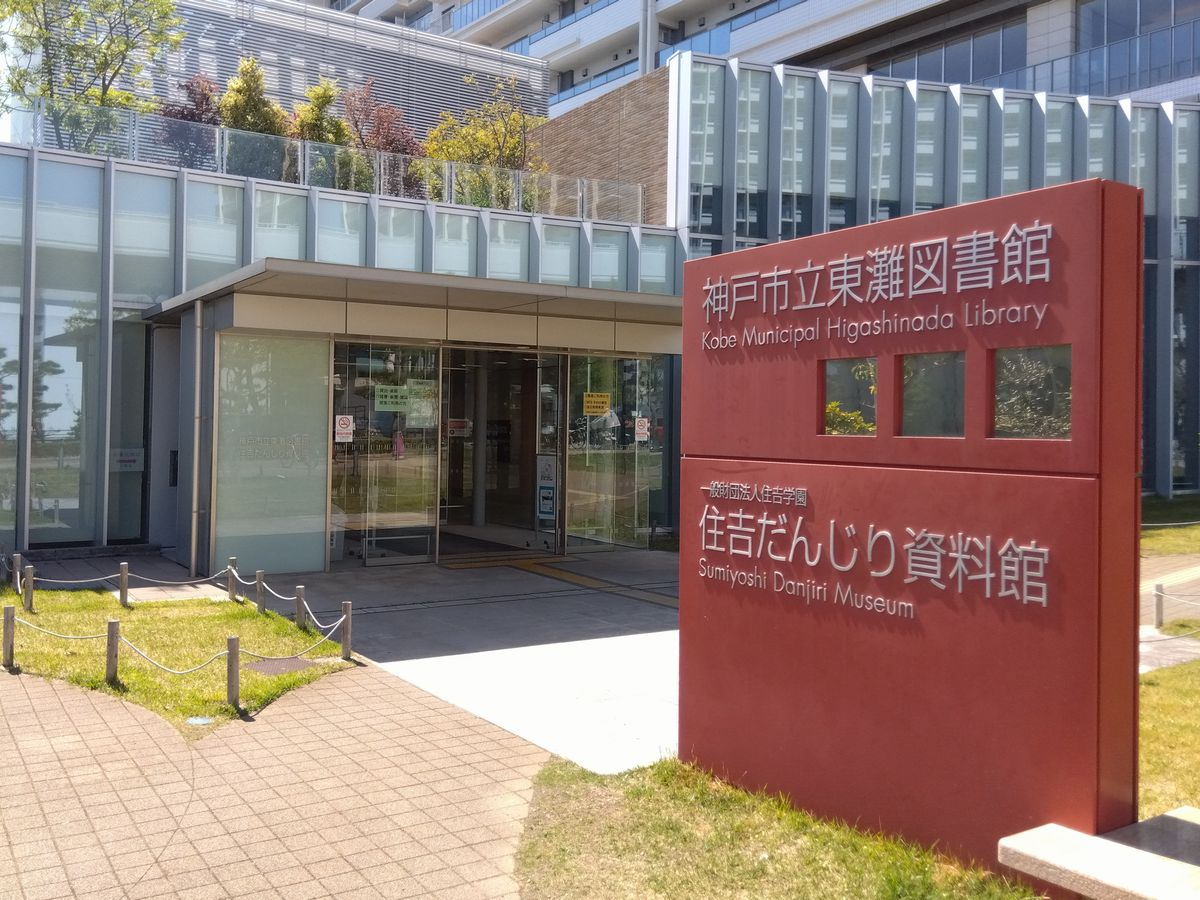
神戸市立東灘図書館。住吉学園が所有していた旧東灘区役所跡地に建てられた。財団が設立した「住吉だんじり資料館」が併設されている。

1950年（昭和25年）4月、住吉村は神戸市に編入される。これに先立つ合併構想の段階で、村は村有財産の大半（338ヘクタール）を住吉学園に移譲した。なお、同時に神戸市に編入された御影町、魚崎町、本山村、本庄村は、神戸市に町村有財産を譲渡して財産区（特別地方公共団体）となっている。財産区への移行がこの地域での合併時の通例ではあるが、財産区となった場合には財産を動かすのに神戸市長の決裁が必要になるため、住吉村では在住の財界人のアドバイスを受け、何かあった時にすぐ旧村民のために資産を使えるよう学園への移管を選んだという。緊急時に使うことのできる「便利な財布」という役割は、1995年の阪神・淡路大震災や2020年のCOVID-19流行に際して、復興支援金の支給という形で実現されている。
以後は寄贈された不動産の資産運用により文化事業を行う財団法人へと内容を転換する。
公益法人改革を受け、2013年に非営利型の一般財団法人として再出発することとなった。公益財団法人とすることも考慮されたものの、万一公益法人として維持できなくなった場合には一般財団法人に変更することができず解散するしかなくなることが懸念されたという。

### 年表
- 1918年（大正7年）6月 - 財団法人私立睦実践女学校設立認可[1]
- 1944年（昭和19年）2月 - 財団法人住吉学園に名称変更[1]
- 1948年（昭和23年）3月 - 寄附行為改正認可[1]
- 1951年（昭和26年）4月 - 奨学金制度を開始[1]
- 1961年（昭和36年） - 神戸市の事業に協力し渦森山の土地約33haを譲渡[12][注釈 6]。
- 1977年（昭和52年） - 六甲山への植林事業を本格化する[1]
- 1995年（平成7年）1月17日 - 阪神・淡路大震災発生、被災住民の生活復興支援を行う[1]
- 1998年（平成10年）3月 - 国土交通省の「六甲山系グリーンベルト整備事業」に協力開始[1]。所有地約70haを売却[12]。
- 2001年（平成13年）3月 - 「住吉歴史資料館」を竣工・開館[1]
- 2009年（平成21年）4月 - 旧東灘区役所跡地取得[注釈 7]。
- 2013年（平成25年）
  - 4月 - 一般財団法人住吉学園設立[1]
  - 9月23日 - 旧東灘区役所跡地（住吉川リバーサイドフォーラム）に「住吉だんじり資料館」を開館（神戸市立東灘図書館に併設）[13]
- 2018年（平成30年）10月 - 健康福祉センター「恋野温泉 うはらの湯」を開設[14]。